# Hyperolius major
Espèce
Synonymes
- Hyperolius platyceps major Laurent, 1957

Statut de conservation UICN

 LC  : Préoccupation mineure
Hyperolius major est une espèce d'amphibiens de la famille des Hyperoliidae.

## Répartition
Cette espèce se rencontre, :
- dans le sud-est de la République démocratique du Congo ;
- dans l'extrême Nord-Ouest de la Zambie.

Sa présence est incertaine dans l'est de l'Angola.

## Publication originale
- Laurent, 1957 : Genres Afrixalus et Hyperolius (Amphibia Salientia). Exploration du Parc National de l'Upemba. Mission G.F. de Witte (1946-1949). Bruxelles, vol. 42, p. 3-47.